# جورج هو
جورج هو (بالإنجليزية: George Hu)‏ (و. 1982 – م) هو ممثل، وممثل تلفزيوني، من الولايات المتحدة الأمريكية، ولد في مدينة نيويورك.

## التعليم
تعلم في St. John's University (New York City) ‏.

## وصلات خارجية
- جورج هو على موقع IMDb (الإنجليزية)
- جورج هو على موقع قاعدة بيانات الفيلم (الإنجليزية)